# Numskull
Numskull, pseudonimo di Garrick Demond Husbands (Oakland, 31 gennaio 1976), è un rapper statunitense ed è uno dei componenti del duo rap Luniz, di Oakland.
A 18 anni ebbe la prima esperienza nel mondo rap apparendo in Fools From The Street EP di Dru Down. Un video fu girato per l'inno "Ice Cream Man" che garantì un contratto alla Sony per Dru Down e uno alla Virgin per i The Luniz.
Nel 1995 i The Luniz pubblicarono il loro primo album, Operation Strackola. Il cd ricevette il disco di platino a livello internazionale grazie alla canzone "I Got 5 On It" che ricevette molti premi come l'album da cui era stato tratto.
Il secondo CD fu Luntik Muzik, che ebbe ancora molti riscontri positivi tra i critici, nel 1997. Esso vendette circa 500,000 copie grazie anche alle collaborazioni preziose di Redman, Too $hort e E-40, tra gli altri.
L'ultimo album dei The Luniz, "Silver & Black" del 2002, include collaborazioni con C-Bo, Fat Joe e Devin the Dude.
Numskull ha venduto oltre 3,5 milioni di copie e ha pubblicato un album oltre a quelli dei The Luniz. L'ultimo suo cd, Numworld, è uscito negli Usa il 26 giugno 2007, dopo un ritardo di un mese dalla data prevista.
Numskull ha ora ingaggiato una faida con Yukmouth, suo ex partner nei The Luniz, dichiarando che la loro relazione è "così e così" e Numskull stesso ha riferito che se faranno qualcosa insieme sarà solo per denaro, anche se una collaborazione prossima sembra lontana.

## Discografia

### Album
- 2007 - Numworld